# 西区 (攀枝花市)
西区是中国四川省攀枝花市所辖的一个市辖区。总面积124平方公里，人口约13万人，区人民政府駐清香坪街道蘇鐵中路262號。

## 行政区划
西区下辖5个街道办事处、1个镇：
清香坪街道、玉泉街道、河门口街道、陶家渡街道、大宝鼎街道和格里坪镇。

## 人口民族
根据第七次全国人口普查结果，2020年11月1日零时，全区基本数据情况公布如下：全区常住人口为129406人，同第六次全国人口普查2010年11月1日零时的162557人相比，减少了33151人，下降20.39 %。
2002年，全区總人口16万人。